# Timofej Ivanovič Domanov
Timofej Ivanovič Domanov (rusky Тимофей Иванович Доманов), (narozen v únoru 1887 vesnice Migulinskaja, oblast Donského vojska - zemřel 16. ledna 1947 v Moskvě, SSSR), byl ruský vojenský velitel, generálmajor ROA a pochodový ataman Kozáckého stanu.

## Mládí a první světová válka
Narodil se v rodině prostého kozáka v oblasti Donského vojska (nyní Rostovská oblast). Jako kozák nastoupil vojenskou službu v roce 1908. Do první světové války vstoupil jako dobrovolník v hodnosti četaře v rámci 12. donského kozáckého pluku. V tomto pluku prošel celou válku, ve které získal všechny čtyři stupně kříže svatého Jiří za chrabrost.
V průběhu války byl těžce raněn a po vyléčení byl poslán koncem října 1916 do vojenské školy v Jekatěrinogaru, kterou úspěšně dokončil.
Službu v carské armádě ukončil jako praporčík. Po únorové revoluci v roce 1917 byl zvolen vojenským kapitánem Donského vojenského kruhu.
Od února 1918 vykonával službu v Dělnicko-rolnické Rudé armádě. To je však zpochybňováno historikem Leonidem Mlečinem v knize "Adolf Hitler a jeho ruští souputníci" (rusky Адольф Гитлер и его русские друзья) s tím, že se jedná o lež samotného Domanova při výslechu. V září 1918 se ocitá v německém zajetí a následně po propuštění je předán představitelům donského vojska.

## Mezi válkami
V Ruské občanské válce velel jako setník v kozácké eskadroně v Donské divizi generála A. K. Guselščikova. Po porážce od rudých se zbytky donského vojska shromáždily v přístavu Novorossijsk k odchodu do emigrace. Domanov však nebyl evakuován do zahraničí, protože onemocněl skvrnitým tyfem a byl ponechán v SSSR. Byl zajat Rudou armádou a uvězněn na Soloveckých ostrovech na 5 let.
Po propuštění se od roku 1925 živil jako horník na Donbasu ve městě Šachty. V roce 1928 složil zkoušky na báňského technika a pracoval v dolech. V roce 1934 byl znovu zatčen tentokrát za ekonomickou sabotáž (zpronevěru). V roce 1937 byl propuštěn. Po propuštění pracoval jako vedoucí zásobovacího úseku elektrárny v městečku Pjatigorsk. Podle některých pramenů byl propuštěn mnohem dříve, protože se stal spolupracovníkem NKVD. Na základě jeho pravděpodobně vynucených výpovědí byli zatčeni další lidé včetně jeho bratra.
V roce 1940 byl uvězněn za ekonomickou kontrarevoluci a odsouzen k trestu smrti. Byl však omilostněn a trest mu byl změněn na 10 let tábora a 5 let ztráty občanských práv.

## Druhá světová válka
V roce 1941 se nacházel v trestaneckém pracovním táboře v Rostově na Donu, ze kterého se mu podařilo uprchnout po německém útoku na SSSR, kdy německá letadla bombardovala konvoj převážených vězňů. Podle jeho pozdější výpovědi u soudu byl propuštěn na příkaz NKVD. O jeho činnosti v této době však nejsou spolehlivé doklady.
Po příchodu německé armády do Pjatigorska v srpnu 1942 vytvořil svůj první oddíl 16 kozáků dobrovolníků, kteří na okupovaném území bojovali se sovětskými partyzány. Následně v hodnosti podesaul pokračoval ve formování malých kozáckých oddílů a následně celých pluků. V roce 1942 v době obsazení Kavkazu německou armádou také figuruje jako člen štábu kozáckého útvaru plukovníka S. V. Pavlova v Novočerkassku. Na jeho rozkaz pomáhal formovat ve městě Šachty další kozácké útvary. Velel také kozácké setnině, která vykonávala v okupovaných částech SSSR protipartyzánskou službu.
V lednu 1943 po ústupu německých sil z Kavkazu pomáhal organizovat přesídlení kozáckých rodin ustupujících před sovětskou mocí do Běloruska a Polska ve funkci pomocníka polního atamana S. V. Pavlova. Toto uskupení dostalo název Kozácký stan a německou správou mu jako sídelní město bylo určeno město Novogrodek s okolím. Pod jeho vedením byly zformovány dva kozácké pluky pro boj s partyzány. Od srpna 1943 se tyto útvary účastnily frontových bojů v rámci wehrmachtu. V listopadu 1943 se stává náčelníkem štábu pochodového atamana S. V. Pavlova.
V roce 1944 se jeho útvar podílí na protipartyzánských bojích v Bělorusku (Svátky jara), kde získává německá vojenská vyznamenání. 17. června 1944 po smrti atamana S. V. Pavlova v boji s partyzány převzal velení a stal se polním atamanem. Jednotky pod jeho vedením se 2. července 1944 dostávají do střetu s Rudou armádou. Za boje se sovětskou armádou obdržel Železný kříž druhé třídy. V průběhu července 1944 odrážel silné partyzánské útoky na jeho útvary a za tyto boje obdržel Železný kříž první třídy. 5. kozácký pluk se podílel na potlačení Varšavského povstání pod velením Frolova, jeho osobní účast však není doložena.
Po porážkách německých sil na východní frontě byl Kozácký stan na podzim roku 1944 přemístěn do severní Itálie poblíž měst Tolmezzo a Gemona. Zde podléhal velení kozáckého atamana P. N. Krasnova, který ho povýšil na plukovníka a v listopadu 1944 na generálmajora. Domanov s ním však měl časté spory. Neshody měl také s ostatními veliteli kozáků. Útvary pod jeho velením bojovaly v partyzánské válce v Itálii a spadaly pod velení SS Obergruppenführera Globocnika.
V rámci Kozáckého stanu se také staral o život občanských částí, zakládal školy pro děti, ženskou školu, kozáckou vojenskou školu a kozácký Červený kříž. Zřizoval uprchlické tábory pro rodiny z Kubáně, Těreku a dalších kozáckých stanic, které se po ústupu německé armády dostaly zpět pod kontrolu sovětské moci.
V dubnu 1945 s ohledem na vývoj situace na frontách ustupoval Kozácký stan s rodinami, majetkem, s povozy a velbloudy pod vedením Domanova přes aplské průsmyky do Rakouska. 3. května 1945 se nacházel v rakouské vesnici Mauthen, kde jej a jeho Kozácký stan 8. května 1945 nalezli příslušníci tankových jednotek britské armády. Domanov byl přesvědčen, že bude v boji proti Sovětům pokračovat pod anglickým velením zatím jako pracovní jednotka.

## Soud a poprava
Domanov jako velitel Kozáckého stanu pobýval se svými lidmi v květnu 1945 poblíž městečka Lienz. Do tohoto prostoru se také soustřeďovaly části XV. kozáckého jezdeckého sboru pod velením Škura, se kterým se 25. května 1945 dostal do sporu o velení nad kozáky. Jejich spor rozhodly britské síly, které 26. května 1945 Škura zatkly. 27. května 1945 britské síly zabavily trezor s pěnězi jeho kozáckého vojska, který obsahoval 6 milonů říšských marek s vysvětlením, že je kozáci již nebudou potřebovat. Domanov v tento den také obdržel rozkaz, že všichni důstojníci musí odevzdat zbraně. 28. května 1945 na rozkaz Britů byli kozáčtí důstojníci naloženi do aut pod záminkou setkání s vyšším britským velením v Judenburgu, kde se mělo rozhodnout o jejich dalším osudu. Část důstojníků Britům nevěřila, uprchla, a tak se vyhla předání do rukou Sovětů. Kolona přepravující kozácké důstojníky v čele s generálem Domanovem byla obklíčena tankovými jednotkami britské armády. Kozáčtí důstojníci byli následně vydáni do rukou sovětských bezpečnostních sil SMERŠ.

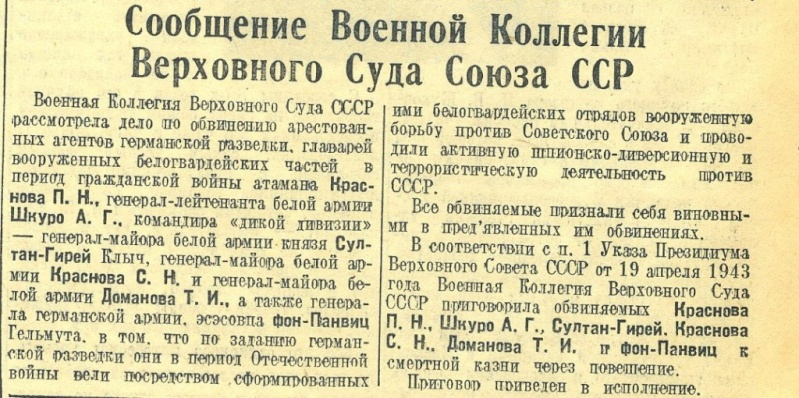
Zpráva deníku Pravda o jeho procesu a odsouzení.

13. července 1945 byl oficiálně zatčen. Při svém výslechu uváděl, že se k Němcům přidal na základě tajného úkolu NKVD identifikovat zrádce, rozkládat útvary a likvidovat okupanty. Tomu by také nasvědčovala direktiva štábu generála Vlasova z dubna 1945 o vynucení spojení všech vojsk z území SSSR pod jeho velení, kterou Domanov sabotoval. Útvary pod vedením Škura ho měly zatknout.
Byl souzen v procesu spolu s Vlasovem, Krasnovem P. N., Škurem, Krasnovem S.N., von Pannwitzem a Girejem-Kličem před Vojenským kolegiem Nejvyššího soudu SSSR za obvinění podle článku 1 dekretu Prezídia Nejvyššího sovětu z 19. dubna 1943, O výměře trestů pro německo-fašistické zločince vinné z vražd, mučení sovětského civilního obyvatelstva a zajatých rudoarmějců, pro špióny, zrádce vlasti z řad sovětských občanů a pro jejich pomocníky. Byl odsouzen k trestu smrti oběšením a konfiskaci veškerého majetku. Popraven byl v Moskvě 16. ledna 1947 týž den po vynesení rozsudku.
25. prosince 1997 rozhodnutím Vojenského kolegia Ruské federace byl prohlášen za osobu nepodléhající rehabilitaci.